# Kuoluma
La Kuoluma (in russo Куолума?) è un fiume della Siberia orientale, affluente di sinistra dell'Aldan (bacino idrografico della Lena). Si trova in Russia, nella Sacha (Jacuzia).
Il fiume scorre in direzione prevalentemente orientale; sfocia nel fiume Aldan a 619 km dalla sua foce nella Lena. La lunghezza del Kuoluma è di 253 km, l'area del suo bacino è di 4 640 km².